# Eleonora d'Este (nobile 1515)
Eleonora d'Este (Ferrara, 4 luglio 1515 – Ferrara, 1575) fu una nobildonna ferrarese.

## Biografia

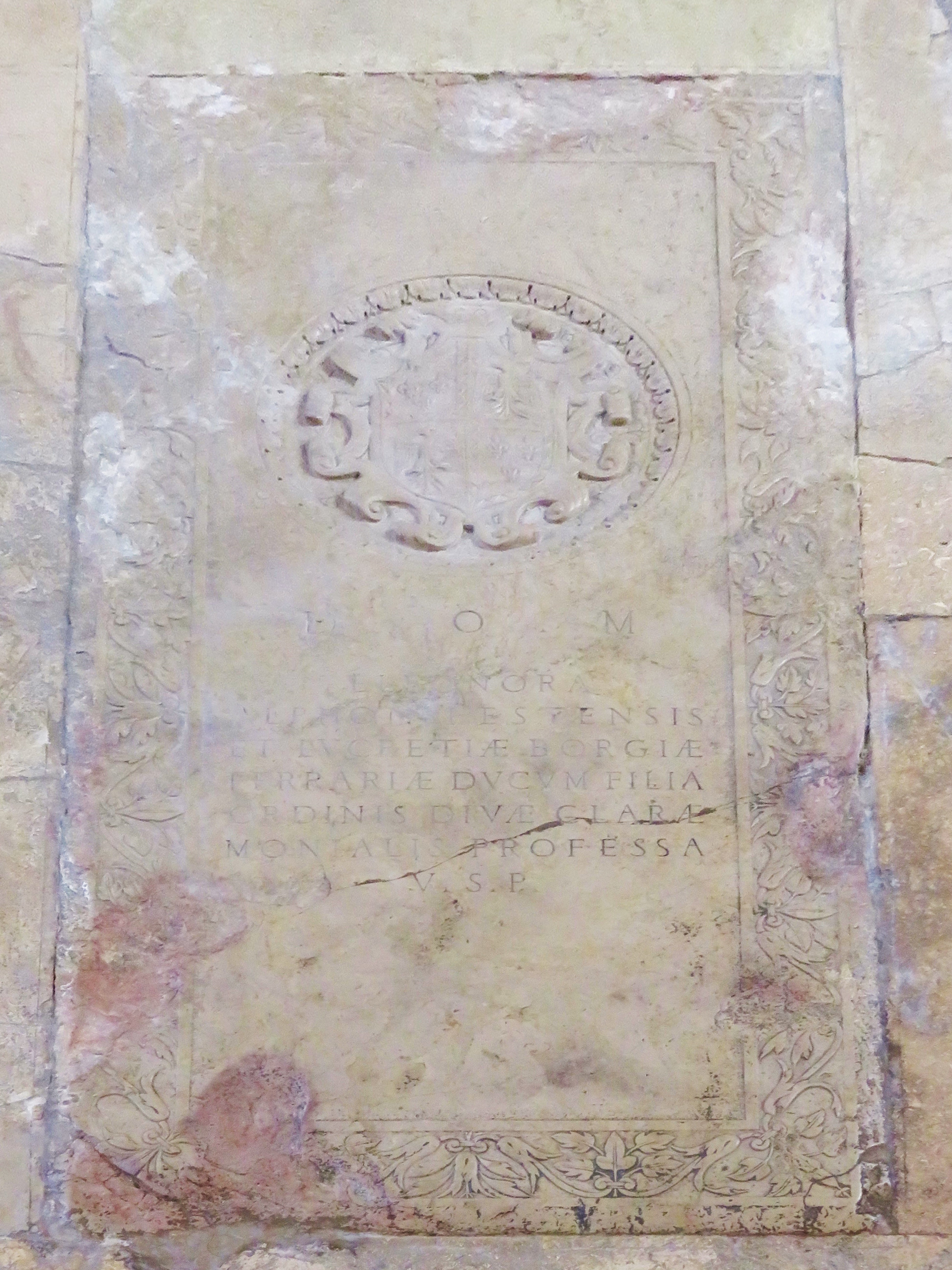
Tomba di Eleonora d'Este nel monastero del Corpus Domini.

Era figlia di Alfonso I d'Este e della seconda moglie Lucrezia Borgia. Suo nonno materno era quindi papa Alessandro VI e suo zio Cesare Borgia.
Alla loro prima figlia femmina, i duchi di Ferrara misero nome Eleonora in onore della nonna paterna Eleonora d'Aragona, figlia del re Ferdinando I di Napoli, morta anni prima.
Crebbe a Ferrara e a quattro anni perse la madre. Alfonso, rimasto vedovo, si legò a Laura Dianti che gli diede altri due figli. 
Eleonora fu l'unica figlia femmina a sopravvivere ai genitori.
Divenne monaca al nel monastero del Corpus Domini e alla morte venne sepolta in quello stesso monastero accanto alla madre e ad altri membri della casata estense.

## Ascendenza
|                    |                         |                              | Genitori                |  |  | Nonni |  |  | Bisnonni           |  |  | Trisnonni        |  |
|                    |                         |                              |                         |  |  |       |  |  | Niccolò III d'Este |  |  | Alberto V d'Este |  |
|                    |                         |                              |                         |  |  |       |  |  | Niccolò III d'Este |  |  | Alberto V d'Este |  |
|                    |                         | Isotta Albaresani            |                         |  |  |       |  |  | Niccolò III d'Este |  |  |                  |  |
| Ercole I d'Este    |                         |                              |                         |  |  |       |  |  | Niccolò III d'Este |  |  |                  |  |
|                    |                         | Ricciarda di Saluzzo         | Tommaso III di Saluzzo  |  |  |       |  |  |                    |  |  |                  |  |
|                    |                         | Ricciarda di Saluzzo         | Tommaso III di Saluzzo  |  |  |       |  |  |                    |  |  |                  |  |
|                    |                         | Ricciarda di Saluzzo         | Margherita di Roucy     |  |  |       |  |  |                    |  |  |                  |  |
| Alfonso I d'Este   |                         | Ricciarda di Saluzzo         |                         |  |  |       |  |  |                    |  |  |                  |  |
|                    |                         | Ferdinando I di Napoli       | Alfonso V d'Aragona     |  |  |       |  |  |                    |  |  |                  |  |
|                    |                         | Ferdinando I di Napoli       | Alfonso V d'Aragona     |  |  |       |  |  |                    |  |  |                  |  |
|                    |                         | Ferdinando I di Napoli       | Gueraldona Carlino      |  |  |       |  |  |                    |  |  |                  |  |
| Eleonora d'Aragona |                         | Ferdinando I di Napoli       |                         |  |  |       |  |  |                    |  |  |                  |  |
|                    |                         | Isabella di Chiaromonte      | Tristano di Chiaromonte |  |  |       |  |  |                    |  |  |                  |  |
|                    |                         | Isabella di Chiaromonte      | Tristano di Chiaromonte |  |  |       |  |  |                    |  |  |                  |  |
|                    |                         | Isabella di Chiaromonte      | Caterina di Taranto     |  |  |       |  |  |                    |  |  |                  |  |
| Eleonora d'Este    |                         | Isabella di Chiaromonte      |                         |  |  |       |  |  |                    |  |  |                  |  |
|                    | Jofré Llançol i Escrivà | Rodrigo Gil de Borja         |                         |  |  |       |  |  |                    |  |  |                  |  |
|                    | Jofré Llançol i Escrivà | Rodrigo Gil de Borja         |                         |  |  |       |  |  |                    |  |  |                  |  |
|                    | Jofré Llançol i Escrivà | Sibila de Oms                |                         |  |  |       |  |  |                    |  |  |                  |  |
| Papa Alessandro VI | Jofré Llançol i Escrivà |                              |                         |  |  |       |  |  |                    |  |  |                  |  |
|                    |                         | Isabel de Borja y Cavanilles | Domingos de Borja       |  |  |       |  |  |                    |  |  |                  |  |
|                    |                         | Isabel de Borja y Cavanilles | Domingos de Borja       |  |  |       |  |  |                    |  |  |                  |  |
|                    |                         | Isabel de Borja y Cavanilles | Francisca Marti         |  |  |       |  |  |                    |  |  |                  |  |
| Lucrezia Borgia    |                         | Isabel de Borja y Cavanilles |                         |  |  |       |  |  |                    |  |  |                  |  |
|                    |                         | Giacomo Conte dei Cattanei   | …                       |  |  |       |  |  |                    |  |  |                  |  |
|                    |                         | Giacomo Conte dei Cattanei   | …                       |  |  |       |  |  |                    |  |  |                  |  |
|                    |                         | Giacomo Conte dei Cattanei   | …                       |  |  |       |  |  |                    |  |  |                  |  |
| Vannozza Cattanei  |                         | Giacomo Conte dei Cattanei   |                         |  |  |       |  |  |                    |  |  |                  |  |
|                    |                         | Mencia Pinctoris             | …                       |  |  |       |  |  |                    |  |  |                  |  |
|                    |                         | Mencia Pinctoris             | …                       |  |  |       |  |  |                    |  |  |                  |  |
|                    |                         | Mencia Pinctoris             | …                       |  |  |       |  |  |                    |  |  |                  |  |
|                    |                         | Mencia Pinctoris             |                         |  |  |       |  |  |                    |  |  |                  |  |